# Et skud før midnat
Et Skud før Midnat er en kriminalkomediefilm fra 1942 instrueret af Arne Weel efter manuskript af Arvid Müller.

## Medvirkende
- Gunnar Lauring
- Berthe Qvistgaard
- Maria Garland
- Edvin Tiemroth
- Lisbeth Movin
- Elith Pio
- Gull-Maj Norin
- Tavs Neiiendam
- Betty Söderberg
- Olaf Ussing
- Petrine Sonne
- Asbjørn Andersen

## Handling
Dr. med. Peter Lind er en ung, feteret modelæge, som trods et udstrakt og velhavende kvindeligt klientel er ved at blive træt af lægelivets ensformighed og derfor pønser på at tage ud på en lang udenlandsrejse for at opleve eventyr. Denne plan synes hans kone Vera meget dårligt om. Peter og Vera er fornylig blevet skilt efter fire års ægteskab og kommer derfor bedre ud af det end nogensinde. Da de ikke kan blive enige om, hvorvidt Peter skal rejse eller ikke, vælger de som opmand modeforfatteren og teaterkritikeren Martin Steen.